# دم‌چتری جنوبی
دم‌چتری جنوبی (نام علمی: Drymodes brunneopygia) نام یک گونه از سرده دم‌چتری‌های استرالیایی است.